# دفن مسيحي

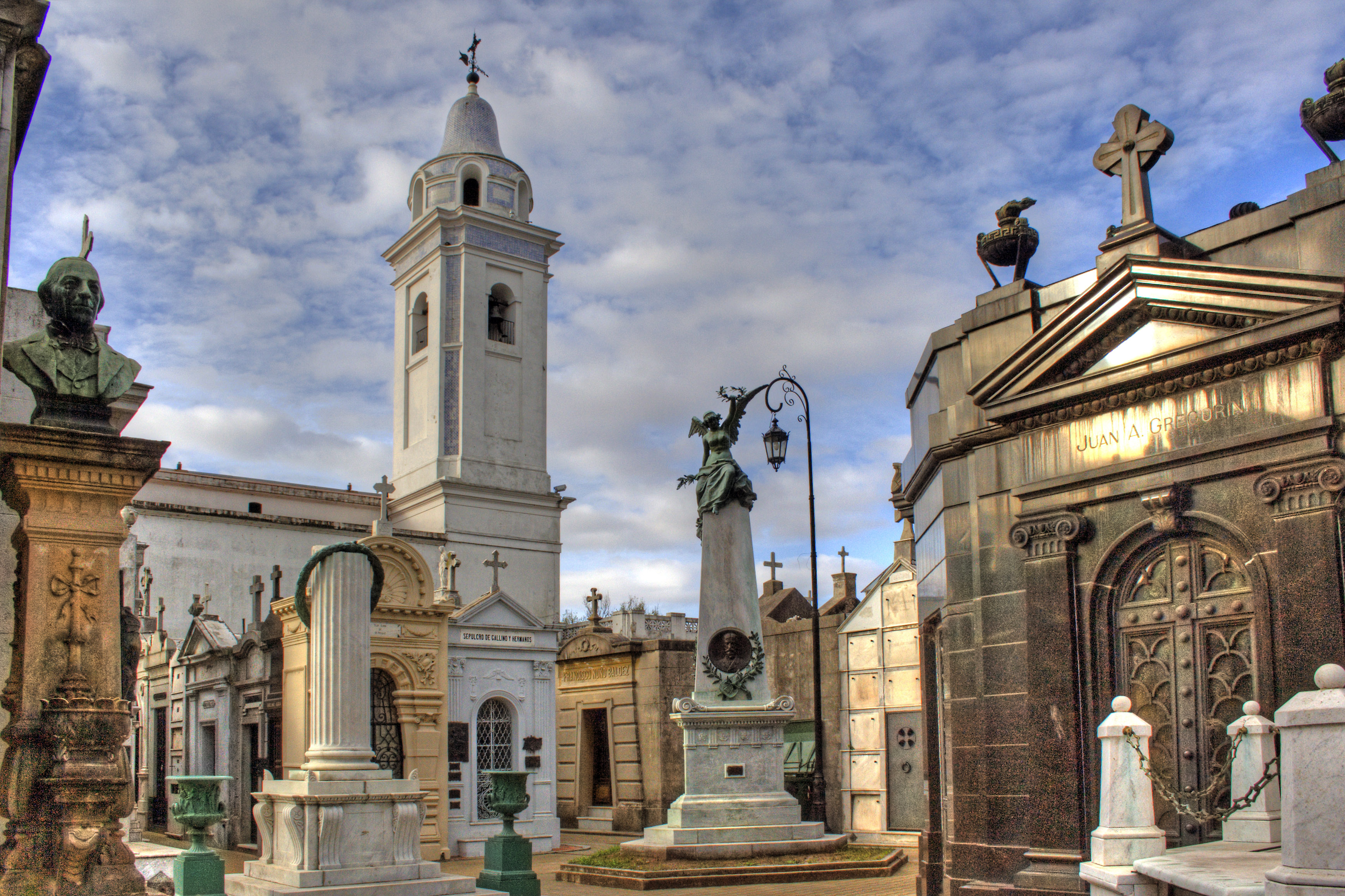
مقبرة مسيحية.

الدفن المسيحي هو دفن المتوفى حسب الطقوس الكنسيّة المسيحية على وجه التحديد. عادةً يدفن المتوفي تحت الأرض. حتى الآونة الأخيرة بدأ بعض المسيحيين اعتماد طريقة الحرق وإن ما زالت الكنائس الأرثوذكسية الشرقية تمانع هذه الطريقة.
عندما يموت أحد رعايا الكنائس المسيحية الشرقية، يتم غسل جسد الميت كاملًا وإلباسه قَبل الدفن أفضل الملابس وتعطره بالروائح الطيبّة. في الغالب الأسرة والأقرباء هم من يقوم بغسل الميّت حسب التقاليد المسيحية الشرقية. في حالة موت كاهن أو أسقف يتم تنفيذ غسل الميت من قبل رجال الدين أو الرهبان، وفي حالة موت راهبة، فإن الراهبات اللواتي أقمن معها في نفس الدير من يقمن بغسل جسدها.
في الكنيسة الرومانية الكاثوليكية، إلى جانب غسل جسد الميت كاملًا وهو تقليد تقوم به أسرة وأقارب الميت، يتم الصلاة على الميت وطلب الغفران على روحه، حيث تُعتبر هذه الصلوات وضوء رمزي للجسم المتوفى، وبعد نهاية الصلاة يرش الكاهن الماء المقدس على التابوت.